# Торриле
Торриле (італ. Torrile) — муніципалітет в Італії, у регіоні Емілія-Романья,  провінція Парма.
Торриле розташоване на відстані близько 380 км на північний захід від Рима, 95 км на північний захід від Болоньї, 14 км на північ від Парми.
Населення — 7654 особи (2014).
Щорічний фестиваль відбувається 3 лютого. Покровитель — святий Власій.

## Демографія
Населення за роками:

Станом на 1 січня 2023 року в муніципалітеті офіційно проживало 995 іноземців з 60 країн, серед них 206 громадян країн Євросоюзу та 37 громадян України.

## Сусідні муніципалітети
- Колорно
- Меццані
- Парма
- Сісса-Треказалі